# Albansk-ortodoxa kyrkan
Albansk-ortodoxa kyrkan (albanska: Kisha Ortodokse Shqiptare) eller Albaniens autokefala ortodoxa kyrka (Kisha Orthodhokse Autoqefale e Shqipërisë, förkortat KOASH) är ett autokefalt östortodoxt kyrkosamfund i Albanien, som är självstyrande under den grekisk-ortodoxa kyrkan.

## Historia
Albansk-ortodoxa kyrkan utropade sig som autokefal 1922 men erkändes som sådan av patriarken av Konstantinopel först 1937. Kyrkan led svårt under andra världskriget och under den efterföljande kommunistregimen i Albanien, vilken deklarerade att staten var fullständigt ateistiskt 1967, vilket förbjöd all privat och offentligt religion.
Sedan 1991, då religionsfrihet återinfördes, har kyrkan haft en renässans och expanderat framgångsrik. Detta har resulterat i att 145 nya kyrkor har byggts från grunden, 60 kyrkor och kloster har renoverats och restaurerats och 158 kyrkor har rekonstruerats. Utöver detta har 70 byggnader för olika kyrkorelaterade projekt rests, däribland förskolor, skolor, församlingshem, soppkök, med mera. Före Albaniens självständighet 1912 var den östortodoxa kyrkan den dominerande religionen i södra Albanien, men därefter sjönk antalet östortodoxa kristna.

## Utbredning
Av Albaniens 3,6 miljoner invånare är 20% av befolkningen östortodoxa, medan 70% är muslimer och 10% är katoliker.

## Språk
De flesta församlingar använder albanska men även grekiska används i de etniskt blandade områdena.

## Synoden
Den heliga synoden av biskopar etablerades 1998 och består för närvarande av följande:
- Joan Pelushi, ärkebiskop av Tirana, Durrës och hela Albanien, ledare av synoden.
- Ignatios, metropolit av Berat, Vlora, Kanin och hela Myzeqe.
- - metropolit av Korçë.
- Demetrious Sinaiti, biskop av Gjirokastër.
- Nikolla Hyka, biskop av Apollonia.
- Andon Merdani, biskop av Kruja.

## Galleri

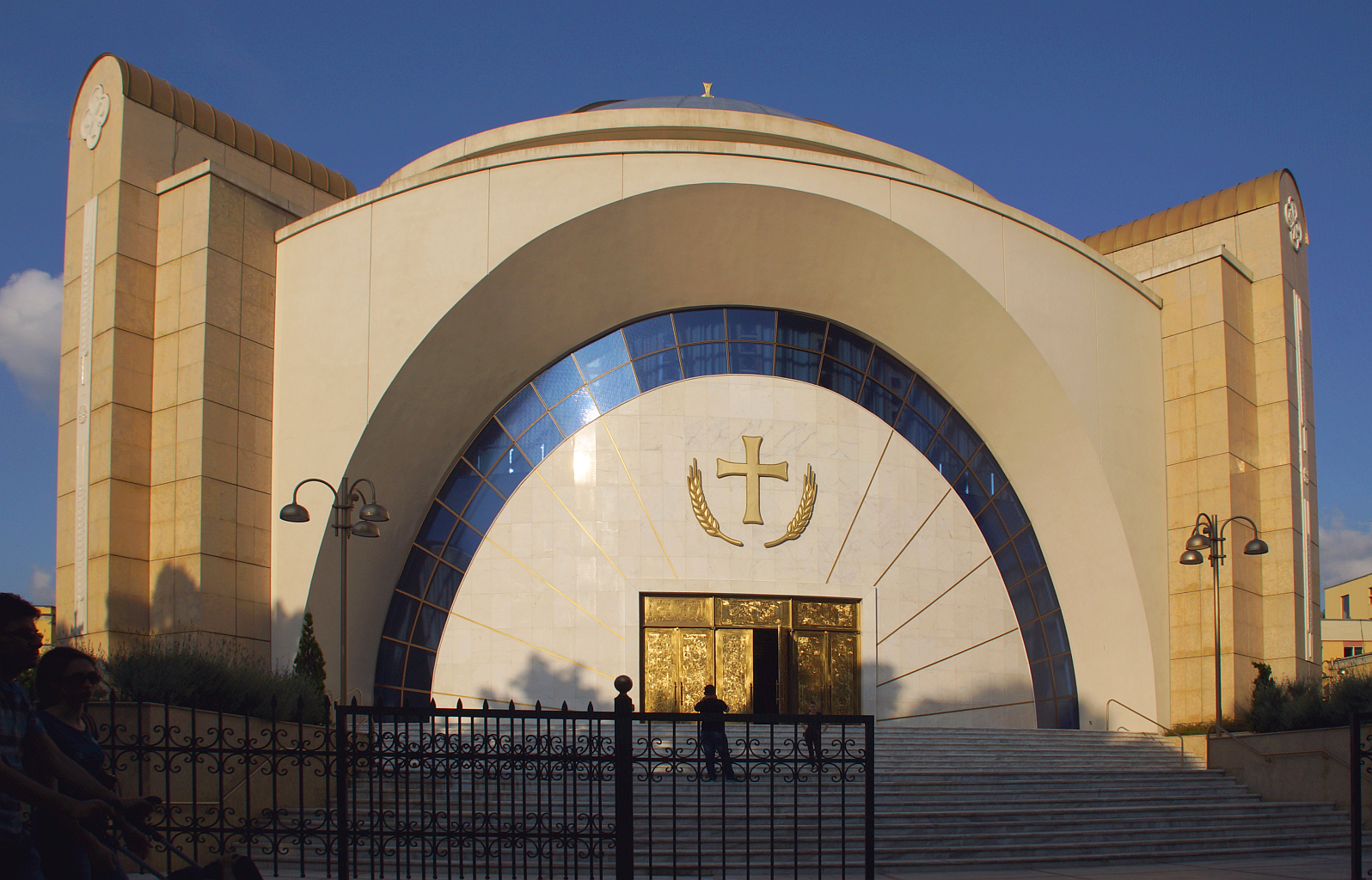
Uppståndelsekatedralen i Tirana.
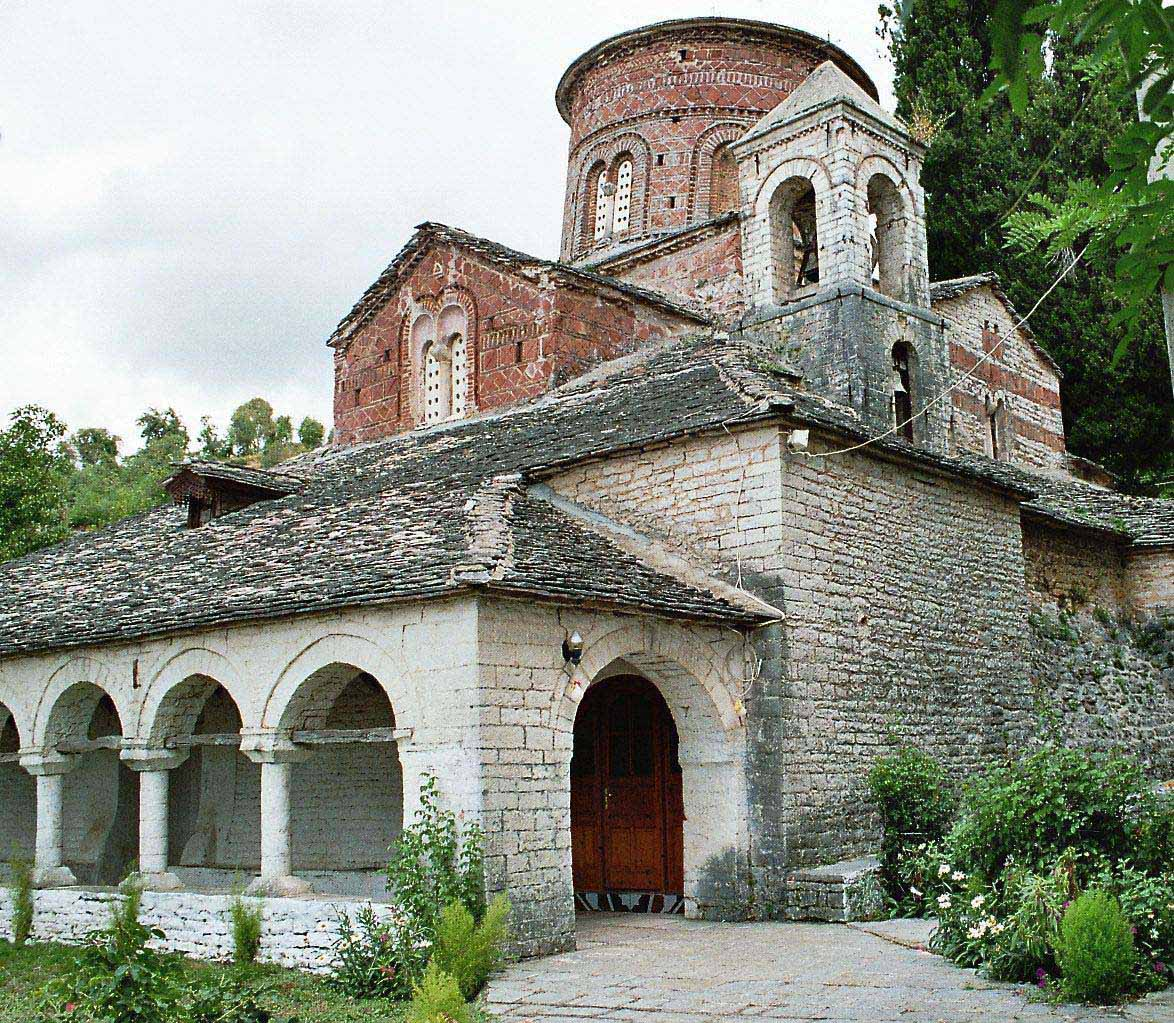
Ortodox kyrka i Labova e Kryqit.
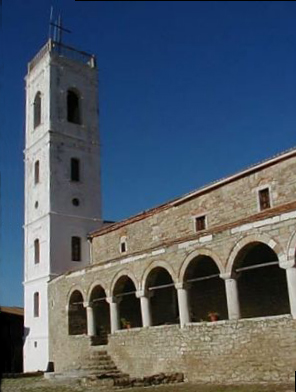
Klostret i Ardenica.